# Norberto Schwantes
Norberto Schwantes (Carazinho, 18 de março de 1935 — ?, 17 de setembro de 1988) foi um político brasileiro, jornalista, pastor luterano e empresário. Exerceu o mandato de deputado federal constituinte em 1988. 
Era defensor da reforma agrária e teve uma destacada atuação na liderança de expedições ao estado do Mato Grosso, onde, de 1972 a 1978, fundou três municípios: Canarana, Água Boa e Terra Nova do Norte  e mais de uma dezena de projetos de colonização e núcleos urbanos. 
Foi o primeiro filho do casal Delfino Schwantes e Eugenia Schwantes. Estudou Teologia entre 1956 e 1960 na Faculdade de Teologia e Filosofia  - IECLB, sediada no município de São Leopoldo, no Rio Grande do Sul. Em 1988 tomou posse da cadeira nº 55 da Academia de Letras, Cultura e Artes do Centro-Oeste, que fica situada no município de Barra do Garças, Mato Grosso. 
Teve uma atuação destacada na cidade Tenente Portela, no extremo-noroeste do Rio Grande do Sul, onde foi fundador e administrador da Escola Primária Tobias Barreto e da Escola Normal Indígena Bilíngue Clara Camarão, além de Diretor-Presidente da Rádio Municipal e Diretor do Jornal da Terra. Norberto Schwantes também foi Gerente-geral da Cooperativa de Colonização 31 de março (1971 - 1977), Diretor-Presidente da Coopercana (1975 - 1980). 

## Formação
Completou os estudos primários no Grupo Escolar de Carazinho, no Rio Grande do Sul, e o ensino secundário no Instituto Pré-Teológico de São Leopoldo. Formou-se na Faculdade de Teologia e Filosofia da IECLB (Igreja Evangélica de Confissão Luterana no Brasil), em São Leopoldo. Também estou as línguas: portuguesa, alemão, inglês, latim, grego e hebraico.

## Carreira
- - 1960 a 1970 - Pastor da Paróquia Evangélica de Confissão Luterana (IECLB), em Tenente Portela-RS;
  - 1961 a 1969 - Fundador e Administrador da Escola Primária Tobias Barreto;
  - 1963 a 1967 - Escola Normal Indígena Bilíngue Clara Camarão;
  - 1961 a 1965 - Presidente da Campanha Nacional de Educandários da Comunidade;
  - 1963 a 1968 - Fundador e Diretor do Internato Comunitário Tenente Portela;
  - 1970 a 1972 - Fundador e Diretor-Presidente da Rádio Municipal;
  - 1971 a 1972 - Diretor do Jornal da Terra;
  - 1975 a 1980 - Diretor-administrativo da Colonização e Consultoria Agrária - Conagro S.c. Ltda
  - 1971 a 1977 - Gerente geral da Cooperativa de Colonização 31 de Março Ltda – Coopercol;
  - 1975 a 1980 - Diretor presidente da Cooperativa Agropecuária Mista Canarana Ltda – Coopercana;
  - 1983 a 1985 - Assessor de Diretoria da Construtora Andrade Gutierrez S.A. Para Assuntos de Colonização;
  - 1987 a 1988 -  Sub-secretário de Estado, chefe do Escritório de Representação do Estado de Mato Grosso em Brasília;[4]
  - Agosto a setembro de 1988 - Assume o cargo de Deputado Federal Constituinte pelo PMDB/MT, mas falece no exercício do mandato, em 17 de setembro de 1988[5]

## Títulos
Cidadão Barragarsense; Cidadão Novaxavantinense; Cidadão Portelense; Cidadão Aguaboense; Cidadão Canaranense; Cidadão Terranovense; Comenda Themis Matogrossense e o Título de Comendador outorgado pela União dos Jornais Independentes – Unijori. Também foi admitido na Academia de Letras Cultura e Artes do Centro-Oeste, cadeira nº 55, registro fls 109 sob o nº 55 do livro nº 01.

## Família
Delfino e Eugênia Schwantes tiveram quatro filhos, sendo o mais velho, Norberto Schwantes, dentre eles também o teólogo e pastor Milton Schwantes. Casou com Gertrud Ramminger Schwantes em 1960, em Mondai, Santa Catarina. Juntos, tiveram dois filhos, Martim André, nascido em 1962 e Alexandre, que nasceu dez anos depois.